# Repubblica del Congo (Léopoldville)
La Repubblica del Congo (in francese: Rèpublique du Congo), detto anche Congo-Léopoldville o Congo occidentale, è il nome con cui divenne inizialmente noto il territorio dell'attuale Repubblica Democratica del Congo dopo che esso ottenne l'indipendenza dal Belgio il 30 giugno 1960. Durante la Crisi del Congo, la Repubblica del Congo finì per occupare soltanto la parte Ovest del paese, perché ad Est si era formato il governo rivale della Repubblica libera del Congo mentre a Sud aveva proclamato la propria indipendenza il Katanga. Nel 1965  il paese, dopo aver sconfitto le forze ribelli grazie all'appoggio di Stati Uniti e Belgio, cambiò nome in "Repubblica Democratica del Congo", denominazione che mantenne fino al 1971 quando il feldmaresciallo Joseph-Dèsirè Mobutu attuò un colpo di Stato e cambiò il nome in "Zaire". Il termine "Repubblica Democratica del Congo" verrà ripreso nel 1997, dopo la caduta di Mobutu, e diverrà l'attuale nome dello stato africano.

## Storia
All'inizio degli anni 1950, in Congo, all'epoca colonia del Belgio, si andavano formando diversi gruppi e movimenti di stampo marxista-leninista che avevano come obbiettivo l'indipendenza del paese. Tra queste ci furono il Movimento Nazionale Congolese di Patrice Lumumba e il Conakat di Moise Ciombe, che divennero i principali partiti nel paese portando il re belga Baldovino, nel 1959, ad esprimersi pubblicamente sulla questione dichiarando che da lì a poco sarebbero iniziati i primi negoziati per l'indipendenza della colonia. Negoziati che iniziarono ufficialmente il 20 gennaio 1960 tra i politici belgi e quelli congolesi che siglarono un accordo indicendo per la data 30 giugno 1960 l'indipendenza del paese. Nel maggio di quell'anno si tennero le prime elezioni nella storia del Congo che furono vinte dall'"Abako" di Joseph Kasa-Vubu che divenne così il primo presidente della Repubblica del Congo mentre il primo ministro fu Patrice Lubumba. Tuttavia il Belgio esercitava ancora un forte controllo sul paese, esso infatti deteneva il controllo delle forze armate e dell'economia. A causa dell'approvazione di una legge che regolava l'indennizzo per tutti i politici congolesi di 500 000 franchi, l'esercito si ribellò e diede il via ad una serie di violenze nei confronti dei coloni occidentali e dei politici congolesi. Il premier Lubumba varò allora una serie di riforme in cui venne radicalmente mutato l'esercito e ciò portò all'inizio della Crisi del Congo, un conflitto civile devastante in cui si vennero presto a creare due schieramenti: il governo centrale di Lèopoldville (l'attuale Kinshasa), comandato da Lubumba, che intendeva liberare completamente il paese dal controllo belga e lo Stato del Katanga, stato secessionista guidato da Moise Ciombe (che ottenne l'immediato supporto del Belgio) che intendeva preservare il territorio katanghese, ricco di minerali.
Dopo alterne vicende, nel settembre 1960 il presidente della Repubblica del Congo Kasa-Vubu destituì Lubumba a causa della sua politica considerata comunista e il 14 settembre il feldmaresciallo Mobutu, ex amico di Lubumba, prese il potere, mantenendo però come presidente sempre Kasa-Vubu. A seguito dell'arresto di Lubumba, Antoine Gizenga e i sostenitori di Lubumba si organizzarono nell'est del paese proclamando la nascita della Repubblica libera del Congo, rivale del governo della Repubblica del Congo che, nel frattempo, con la presa del potere da parte di Mobutu, era diventato di stampo filo-occidentale.
Gli scontri proseguirono fino al novembre 1962, quando, grazie al decisivo supporto da parte degli Stati Uniti, la Repubblica del Congo sconfisse definitivamente i ribelli di Gizenga e nel 1963 anche il Katanga dovette capitolare. Nel 1964 scoppiò la Rivolta dei Simba nelle regioni orientali del paese, scontenti a causa della repressione attuata dal governo di Lèopoldville nei confronti dei Lubumbisti. Kasa-Vubu così, sotto pressione americana e belga, decise di nominare Moise Ciombe primo ministro che riuscì ad eliminare i ribelli simba e a far terminare la rivolta.
Nel 1965, attraverso un colpo di Stato, prese il potere di nuovo Mobutu che nel 1971 istituì uno stato dittatoriale e repressivo che prese il nome di Zaire.